# Тайга (Нижегородская область)
Тайга — посёлок в городском округе город Выкса Нижегородской области России, входящий в административно-территориальное образование Новодмитриевский сельсовет. Население — 0 (2010) чел.

## Общая физико-географическая характеристика
Географическое положение
По автомобильным дорогам расстояние до областного центра — города Нижнего Новгорода — составляет 210 км, до окружного центра — города Выксы — 45 км. Абсолютная высота — 169 метров над уровнем моря.
Часовой пояс
Тайга, как и вся Нижегородская область, находится в часовой зоне МСК (московское время). Смещение применяемого времени относительно UTC составляет +3:00.

## Население
Согласно результатам переписи 2002 года и переписи 2010 года деревня не имела постоянного населения.
| 1999 | 2002 | 2010 |
| ---- | ---- | ---- |
| 3    | ↘0   | →0   |